# Baillé
Baillé (tiếng Breton: Balieg, Gallo: Balhae) là một xã của tỉnh Ille-et-Vilaine, thuộc vùng Bretagne, miền tây bắc nước Pháp.